# Sergueï Zalyguine
Sergueï Pavlovitch Zalyguine (en russe : Серге́й Па́влович Залы́гин), né le 23 novembre du calendrier julien / 6 décembre 1913 dans le gouvernement d'Oufa et mort le 19 avril 2000 à Moscou, est un écrivain et journaliste soviétique et russe. En 1986-1998, il occupe le poste de rédacteur en chef du Novy Mir.

## Biographie
Né dans le village de Dourassovka (actuellement Soukharevka dans la république de Bachkirie), Sergueï Zalyguine passe son enfance dans l'Oural. Il travaille ensuite à l'usine de Satka. En 1920, la famille déménage dans l'Altaï, dans la ville de Barnaoul, où Zalyguine termine ses études secondaires, puis le collège agraire de Barnaoul. Il travaille comme agronome dans le comité du district de Tachtyp de la Khakassie (1931), ou il est témoin des événements tragiques de la collectivisation. En 1933-1939, il étudie à l'Université agricole nationale d'Omsk. À cette époque il se passionne pour l’œuvre de Piotr Dravert, Alexandre Voeïkov et Vladimir Vernadski. Lors de la Seconde Guerre mondiale, il est ingénieur hydrologue à la station d'hydrométéorologie de Salekhard dans le district militaire sibérien. Après la guerre il retourne à l'université d'Omsk où en 1948, il soutient une thèse pour le grade de candidat ès sciences et devient chef de département.
Il commence à écrire pendant ses années scolaires. Correspondant régulier du journal Omskaïa Pravda durant ses années d'étudiant, après la guerre il continue à y publier ses articles. Dans les années 1940-1950, il écrit des articles publiés dans l'Almanach d'Omsk, dans le magazine Sibirskie ogni [Lumières sibériennes]. Son premier recueil paraît en 1941 (Histoires, Omsk), puis les autres dans les années d'après-guerre (Histoires du Nord, Omsk, 1947, Grain, Omsk, 1950, Le Continent, Moscou, 1951, et autres).
En 1952, il devient correspondant du magazine littéraire Novy Mir. Il se fait connaitre en publiant le cycle de récits Au printemps de cette année qui traite de l'intervention du pouvoir soviétique dans la vie des paysans. Il se rapproche du rédacteur en chef Alexandre Tvardovski, dont l'influence d'après ses dires a expliqué se décision de devenir écrivain professionnel. À partir de 1970, après la dissolution du comité de rédaction du Novy Mir et la démission de Tvardovski, et jusqu'en 1986, Zalyguine par solidarité ne publie pas ses œuvres dans ce journal.
En 1955, Zalyguine s'installe à Novossibirsk et s'engage principalement dans la création littéraire.
En 1985-1986, Zalyguine publie les articles engagés dans la presse contre le détournement des rivières du Nord. Il consacre à ce sujet également sa nouvelle Povorot publiée dans Novy Mir en 1987. Il fonde une association écologiste dont il reste le président de 1989 à 1993. En 1993, il rejoint le parti environnementaliste Kedr, mais en 1995 quitte le parti à cause de désaccords avec la direction .
Devenu rédacteur en chef du Novy Mir en 1986, - le premier à ce poste à ne pas appartenir aux rangs du parti communiste - il contribue à la politique de glasnost lancée par Mikhaïl Gorbatchev en publiant les œuvres des auteurs auparavant considérés comme dissidents. À cette époque les lecteurs du Novy Mir découvrent La Fouille d'Andreï Platonov, Le Bison de Daniil Granine, Le Docteur Jivago de Boris Pasternak, 1984 de George Orwell, L'Archipel du Goulag d'Alexandre Soljenitsyne (1989, no 7-11). L'article Avances et Dettes de l'économiste, membre de l'Académie des sciences de Russie Nikolaï Chmelev publié dans le no 6 de 1987 parle pour la première fois des failles de l'économie soviétique. Zalyguine appuie la demande d'Andreï Sakharov pour obtenir la publication du Bronzage nucléaire, décrivant la catastrophe de Tchernobyl, de l'ingénieur atomique Grigori Medvedev, en sollicitant Mikhaïl Gorbatchev en personne.
Mort à Moscou en 2000, Sergueï Zalyguine est enterré au cimetière Troïekourovskoïe.

## Œuvres
- Au bord de l'Irtych, traduit du russe par Lily Denis et Annie Meynieux, Gallimard, coll. Littératures soviétiques, 1970 ((ru) На Иртыше, 1964)
- Tourmente en Sibérie, traduit du russe par Harold Lusternik, Éditions du Progrès, 1968, 1973, 1977 ((ru) Солёная падь, 1967)
- La variante sud-américaine, traduit du russe par Monique Slodzian, Éditions du Progrès, coll. Florilège, 1978 ((ru) Южно-американский вариант, 1973)
- La grande ourse de la forêt blanche. Sibérie 1918, Éditions Radouga, coll. Littératures soviétiques, Moscou, 1988 ((ru) Комиссия, 1975)